# ЕС ЕИМ
ЕС ЕИМ (акроним на Единна Система от Електронни Изчислителни Машини (на руски: Единая система электронных вычислительных машин (ЕС ЭВМ)) е серия от мейнфрейм компютри от третата четвърт на XX век, построени в страните от СИВ по инициатива на Съветския съюз. Общо между 1968 и 1998 г. са произведени повече от 15 000 ЕС ЕИМ. Те са основно съвместими с мейнфреймите на IBM System/360 и System/370.

## История
Разработката на ЕИМ в СССР към средата на 60-те години на XX век се провежда в 26 НИИ и 30 завода под общото ръководство на Главно управление по изчислителна техника към Министерството на радиопромишленосттта. Сред по-известните модели са БЭСМ-6, „Весна“, БЭСМ-3, БЭСМ-4, М-220, „Урал-11“, „Урал-14“, “Минск-22", „Минск-23“, „Минск-32“, „Раздан-2“, „Наири“, „Днепр“, но всички имат различни памети, различни входно-изходни устройства и са общо-взето несъвместими.
През 1966 г. съветските икономисти предлагат да се създаде унифицирана серия от взаимно съвместими компютри. Поради успеха на IBM System/360 в Съединените щати, инженерите решават да използват компютърната архитектура на IBM, въпреки че някои видни съветски компютърни учени предлагат вместо това един от съветските проекти: БЕСМ или Минск. Първите разработки започват през 1968 г.; производството започва през 1972 г. В началото на 1969 г. е подписано многостранно междуправителствено споразумение „за сътрудничество в областта на създаването, производството и прилагането на средствата на изчислителната техника и е поставена задачата да се разработи Единна Система ЕИМ на страните от социалистическото съдружество (ЕС ЕИМ)“.
Машините ЕС ЕИМ са разработени в Москва, в Научноизследователския център за електронно изчислително оборудване (НИЦЕВТ); в Ереван, Армения, в Ереванския институт за компютърни изследвания и разработки; и по-късно в Минск, в Научноизследователския институт по електронно-изчислителни машини (НИИЭВМ); и в Пенза, в Пензенския научноизследователски институт по компютърна техника. Те са произведени в Минск, в Минската производствена група за изчислителна техника (MPOVT); и в Пенза, в Пензенския завод за електронни компютри. Някои модели са произвеждани и в други страни от Източния блок, като България, Унгария, Полша, Чехословакия, Румъния и ГДР; някои периферни устройства са произведени в Куба. Бившият германски канцлер Ангела Меркел използва един от компютрите ЕС ЕИМ на Източна Германия през 1986 г. за своята докторска дисертация. 
През 1970 г. са проведени изпитания на първите девет устройства за ЕС ЕИМ, а в 1971 г. преминава съвместни изпитания първата машина – съветската ЕИМ ЕС 1020, разработена в НИИЭВМ, Минск. Същата година са изпитани 20 типа периферни устройства, в това число първите запаметяващи устройства със сменяеми магнитни дискове (НРБ и СССР) и магнитни ленти (НРБ, СССР, ГДР).

## Хардуер
С изключение на няколко хардуерни части, машините ЕС ЕИМ са признати в западните страни като оригинални, базирани на законни съветски патенти.  За разлика от хардуера, който е доста оригинален, но предимно създаден чрез обратно инженерство, голяма част от софтуера се базира на леко модифициран и локализиран код на IBM. През 1974 – 1976 г. IBM се свързва със съветските власти и изразява интерес към разработването на ЕС ЕИМ. След навлизането на съветската армия в Афганистан през 1979 г. обаче всички контакти между разработчиците на IBM и ЕС са прекъснати поради ембаргото, наложено от КОКОМ върху технологичното сътрудничество със СССР.

## Софтуер
Поради ограниченията на КОКОМ, голяма част от локализацията на софтуера е направена чрез дизасемблиране на софтуера на IBM с някои минимални модификации. Най-разпространената операционна система е ДОС ЕС, модифицирана версия на OS/360; по-късните версии на ДОС ЕС са оригинални и различни от операционните системи на IBM, но все още включват и много оригинален код на IBM. Има дори анекдотични слухове сред съветските програмисти, че тази уж съветска операционна система съдържала някаква тайна команда, която стартира американския национален химн. Днес някои от руските институции, които са работили по ЕС ЕИМ, си сътрудничат с IBM, за да продължат поддръжката както на историческите мейнфрейми на IBM, така и на системите ЕС ЕИМ.
От 1973 г. операционната система е ОС ЕС, осигуряваща мултипрограмен режим с няколко задачи и съдържаща транслатори от програмните езици FORTRAN-4, ALGOL-60, COBOL-65, PL/I, РПГ, Асемблер=

## Модели
ЕС са разпределени в четири подсерии или поколения (руски: ряд), известен като Ряд 1, Ряд 2, Ряд 3 и Ряд 4, тази номенклатура дава първоначално общото име на проекта. През 1969 г. моделите Р-20, Р-100, Р-500 и Р-2000 се трансформират съответно в ЕС-1020 (Р-20), ЕС-1030 (Р-30), ЕС-1050 (Р-50) и ЕС 1060 (Р-60).
Първата подсерия, пусната през 1969 – 1978 г., включва моделите 1010, 1020, 1030, 1040 и 1050, които са аналогични на System/360 и работят при 10 – 450 kIPS, както и по-редките и напреднали версии, несъвместими с версиите на IBM: 1022, 1032, 1033 и 1052. електрониката на първите модели е базирана на TTL вериги; по-късните машини използват ECL дизайн. ЕС 1050 има до 1 MВ RAM и 64-битови регистри с плаваща запетая. Най-бързата машина от серията, ЕС 1052, разработена през 1978 г., работи при 700 kIPS.
Втората подсерия, пусната през 1977 – 1978 г., включва моделите 1015, 1025, 1035, 1045, 1055 и 1060, аналогични на System/370 и работещи при 33 kIPS—1,050 MIPS . ЕС 1060 има до 8 MВ RAM.
Третата подсерия, пусната през 1984 г., e аналогична на System/370 с някои оригинални подобрения и включва 1016, 1026, 1036, 1046 и 1066. ЕС 1066 има до 16 MВ RAM и работи на 5,5 MIPS. Четвъртата подсерия няма директни аналози на IBM и включва 1130, 1181 и 1220. Последната машина от серията, ЕС 1220, пусната през 1995 г., поддържа редица 64-битови команди на процесора, 256 MВ RAM и работи на 7 MIPS, но не беше успешна; произведени са само 20 такива машини, а през 1998 г. цялото производство на ЕС мейнфрейми е спряно.
| Модел   | Година на разработка | Разредност | Производителност, хиляди операции/сек | Оперативна памет, KB |
| ------- | -------------------- | ---------- | ------------------------------------- | -------------------- |
| ЕС-1020 | 1971                 | 8          | 20                                    | 64 – 256             |
| ЕС-1030 | 1972                 | 32         | 70                                    | 128 – 512            |
| ЕС-1040 | 1973                 | 64         | 250                                   | 256 – 1024           |
| ЕС-1050 | 1973                 | 64         | 450                                   | 128 – 1024           |

- ЕС 1055
- ЕС 5066
- ЕС 7186
- ЕС 8607